# Idrocilamide
L'idrocilamide est une substance chimique de la famille des amides qui possède des propriétés myorelaxantes et anti-inflammatoires. Elle est donc utilisée pour traiter la contracture musculaire douloureuse. Elle n'est pas une benzodiazépine comme le tétrazépam.